# Sýček králičí
Sýček králičí (Athene cunicularia) je široce rozšířená sova z čeledi puštíkovitých.
Vědecká synonyma:
- Strix cunicularia Molina, 1782
- Speotyto cunicularia (Molina, 1782)

Starší národní název je sova králičí.
Obývá otevřené suché krajiny s nízkou vegetací, nejčastěji stepi, pastviny, zemědělskou krajinu a polopouště na velkém území Severní a Jižní Ameriky. Jedinci ze Severní Ameriky jsou přitom tažní se zimovišti ve Střední Americe, jedinci z populací jihoamerických na svých hnízdištích setrvávají po celý rok.
Sýček králičí je 19 až 28 cm vysoký, rozpětí křídel dosahuje 50–61 cm, hmotnost 140–240 g. Má dlouhé nohy.
Na rozdíl od většiny ostatních puštíkovitých je aktivní také ve dne a zdržuje se zejména na zemi. Na kořist, kterou tvoří široká řada bezobratlých živočichů (např. velký hmyz) i malých obratlovců (zejména hlodavci), číhá na vyvýšeném místě (např. na spadlém kmeni nebo kamenu). Sýček dokáže přítomnost kořisti i aktivně ovlivňovat. Umí hromadit trus a různé zbytky potravin na jednom místě. To pak přiláká hmyz, malé hlodavce, ptáky a plazy, které sovička uloví.
Je obvykle monogamní a hnízdí v noře. K hnízdění využívá také nory jiných druhů živočichů, zejména nory viskačí, psounů a dalších společensky žijících hlodavců. Pokud neobjeví volnou noru, je schopen vyhrabat si ji sám.
V Severní Americe začíná hnízdit během konce března a v dubnu, kdy samice do hnízda klade 4–12 (průměrně 9) vajec, na kterých sedí sama po dobu 3–4 týdnů. Během období, kdy samice provádí inkubaci, ji samec do hnízda nosí potravu. Po čtyřech týdnech jsou již mláďata schopna létat na krátkou vzdálenost a začínají opouštět hnízdní noru. Rodiče je přestávají krmit po jednom až třech měsících.
Mláďata sýčka králičího zatlačená predátorem do nory vydávají zvuky stejné jako chřestýš (batesovské akustické mimikry), čímž predátora zapudí.